# 쓰리 몽키스
쓰리 몽키스(Uc Maymun, Three Monkeys)는 이탈리아에서 제작된 누리 빌게 제일란 감독의 2008년 드라마 영화이다. 하티스 애슬랜 등이 주연으로 출연하였다.

## 출연

### 주연
- 하티스 애슬랜
- 야뷰즈 빙골
- 에르칸 케살
- 아흐멧 리팟 선가르